# 샌 안드레아스 (영화)
《샌 안드레아스》(영어: San Andreas)는 2015년 공개된 미국의 재난영화이다. 브래드 페이턴이 연출하고 칼턴 큐스가 각본을 썼다. 드웨인 존슨과 칼라 구지노, 알렉산드라 다다리오, 폴 지어마티가 주연으로 출연한다.
페이턴 감독은 드웨인 존슨과 이미 영화 《잃어버린 세계를 찾아서 2: 신비의 섬》에서 같이 촬영을 한 바 있다.

## 줄거리
캘리포니아 공대의 지진학자 헤이스 교수는 조교 킴과 함께 새로운 지진 예측 모델을 완성한다. 후버 댐에서 이들의 실험은 성공하나, 곧 그들이 예측한 규모 7.1의 지진이 즉시 들이닥친다. 킴은 여자아이를 구하려다 희생한다. 절망도 잠시, 헤이스 교수는 샌앤드레이어스 단층이 끊어져 곧 캘리포니아 전역에 대지진이 닥칠 것임을 발견하고, 세리나라는 기자와 함께 이를 알리기 위한 작업에 힘쓴다.
그 무렵 LA 소방서에 근무하는 레이는 유능한 구조사로 이름을 날리고 있었다. 하지만 이혼한 아내 에마는 성공한 기업가인 대니얼과 재혼하고, 대니얼에게 딸 블레이크를 샌프란시스코로 바래다 줄 기회도 빼앗기는 등 불행한 사생활을 보내고 있었다. 샌프란시스코에 도착한 블레이크는 대니얼의 회사에 면접자로 온 벤과 올리 형제와 친구가 된다. 그때 지진이 발생한다. 대니얼은 차에 갇힌 블레이크를 버리고 도주하고, 블레이크는 벤과 올리에게 간신히 구출되어 레이와 에마에게 자신의 상황을 알린다.
레이는 붕괴하는 건물 옥상에서 에마를 구출하고, 딸 블레이크를 구하기 위해 샌프란시스코로 향하기로 한다. 구출된 에마는 딸을 버리고 간 대니얼을 저주한다. 헬기가 추락하자 부부는 도난 트럭을 훔쳐 타고 이동한다. 그러나 육로로는 지층이 끊어져 갈 수 없게 되자, 길거리의 노부부의 도움으로 경비행기로 환승한다. 부부가 샌프란시스코에 도착했을 때 다시 대지진이 샌프란시스코를 덮친다.
쓰나미가 샌프란시스코만을 강타하고, 금문교가 무너진다. 블레이크 일행은 건설 중이던 대니얼의 빌딩으로 몸을 피한다. 하지만 쓰나미에 다시 건물이 무너지기 시작하고, 목숨이 위험하던 때에 레이와 에마가 보트를 타고 당도한다. 그러나 간발의 차로 블레이크는 의식불명이 된다. 다행히 레이의 필사적인 노력으로 블레이크의 의식이 돌아온다.
일행은 생존자 캠프에 도착한다. 레이와 에마는 미래를 전망하고 블레이크와 벤은 연인이 된다. 한편 샌프란시스코반도는 완전히 물에 잠겨 섬이 된 모습을 보여주며 영화가 끝난다.

## 출연
- 드웨인 존슨 - 레이먼드 "레이" 게인스
- 칼라 구지노 - 에마 게인스
- 알렉산드라 다다리오 - 블레이크 게인스
- 요안 그리피드 - 대니얼 리딕
- 아치 판자비 - 세리나 존슨
- 폴 지어마티 - 로런스 헤이스 박사
- 휴고 존스톤 버트 - 벤 테일러
- 아트 파킨슨 - 올리 테일러
- 윌 윤 리 - 킴 박 박사
- 카일리 미노그 - 수전 리딕
- 콜턴 헤인스 - 조비
- 모건 그리핀 - 내털리
- 토드 윌리엄스 - 마커스 크롤링스
- 맷 제럴드 - 해리슨